# CDC 7600
CDC 7600 dizajniran od strane Seymoura Craya nasljednik je računala CDC 6600. Računalo je potvrdilo dominaciju tvrtke CDC na polju superračunala u 1970-im godinama. Računalo je bilo 10 puta brže od prethodnika - CDC 6600 i imalo je brzinu/snagu od 10 MFLOPSa. 
Kako bi poboljšao brzinu računala Cray uvodi koncept pipelininga. Taj koncept koriste današnja suvremena računala. Tada je to Crayu omogućilo povećanje brzine do 3 puta s obzirom na prethodna računala.
Računalo je radilo na brzini od 27 ns odnosno 36 MIPS i imalo je memoriju od 65536 60-bitnih riječi te jedan procesor. Računalo je podržavalo Fortran 70, ali je bilo nestabilno. Zamijenjeno je računalom Cray-1A 1983.